# Buchloe
Buchloe (spreek uit: Boechloë) is een plaats in de Duitse deelstaat Beieren, gelegen in het Landkreis Ostallgäu. De stad telt 13.406 inwoners.
Het is sinds 1978 de bestuurszetel van een zogenaamde Verwaltungsgemeinschaft, waar ook de kleinere buurgemeenten Jengen, Waal en Lamerdingen, die alle drie tussen de 2.000 en 3.000 inwoners tellen, toe behoren.

## Indeling van de gemeente
Buchloe bestaat uit zeven Gemeindeteile, te weten:
(Tussen haakjes het soort plaats en het geschatte aantal inwoners in 2022 ):
- Buchloe (hoofdplaats; 11.267 inw.)
- Hausen (kerkdorp; 116 inw.)
- Honsolgen (parochiedorp; 644 inw.)
- Koppenhof (Einöde[2])
- Lindenberg (parochiedorp; 1813 inw.)
- Schöttenau (gehucht)
- Sinkelmühle (Einöde)

## Geografie, infrastructuur
Buchloe heeft een oppervlakte van 36,16 km² en ligt in het zuiden van Duitsland. Door de gemeente stroomt de Gennach, een 47 km lange, van zuid naar noord stromende, onbevaarbare zijbeek van de Wertach. In het oosten grenst Buchloe aan Landsberg am Lech.
Buchloe ligt nabij de hier van west naar oost lopende Autobahn A 96 (afritten 21 t/m 23) en de Bundesstraße 12, die bij afrit 22 de A 96 kruist.
Eén km ten westen van het centrum ligt het spoorwegknooppunt Station Buchloe, tevens halteplaats van enige streekbuslijnen.

## Geschiedenis
Buchloe ontstond in de tweede helft van de 8e eeuw als ontginningsdorp. De naam betekent ongeveer: nederzetting in een beukenbos met open plekken. Omstreeks 1280 verleende koning Rudolf I de plaats stadsrechten. Vanaf 1311 was Buchloe tot 1803 onderdeel van het Prinsbisdom Augsburg. In de 15e eeuw verloor de plaats zijn stadsrechten weer. In 1525, tijdens de Duitse Boerenoorlog, en tijdens oorlogen in 1533 en 1546, werd Buchloe door brand en plundering verwoest.
In 1847 en 1876 verkreeg Buchloe spoorwegverbindingen. Sedertdien groeide het voordien onbelangrijke boerendorp sterk, vooral door de vestiging van nijverheid, onderhoudsbedrijven van de spoorwegen, en na de Tweede Wereldoorlog immigratie van enkele duizenden Heimatvertriebene uit Sudetenland en Silezië, en nieuwe industrie. In 1954 bepaalde de regering van Beieren, dat Buchloe weer de status van stad kreeg.
In 1997 werd in het gebouw van een voormalige spaarbank een bescheiden Heimatmuseum opgericht.

## Economie

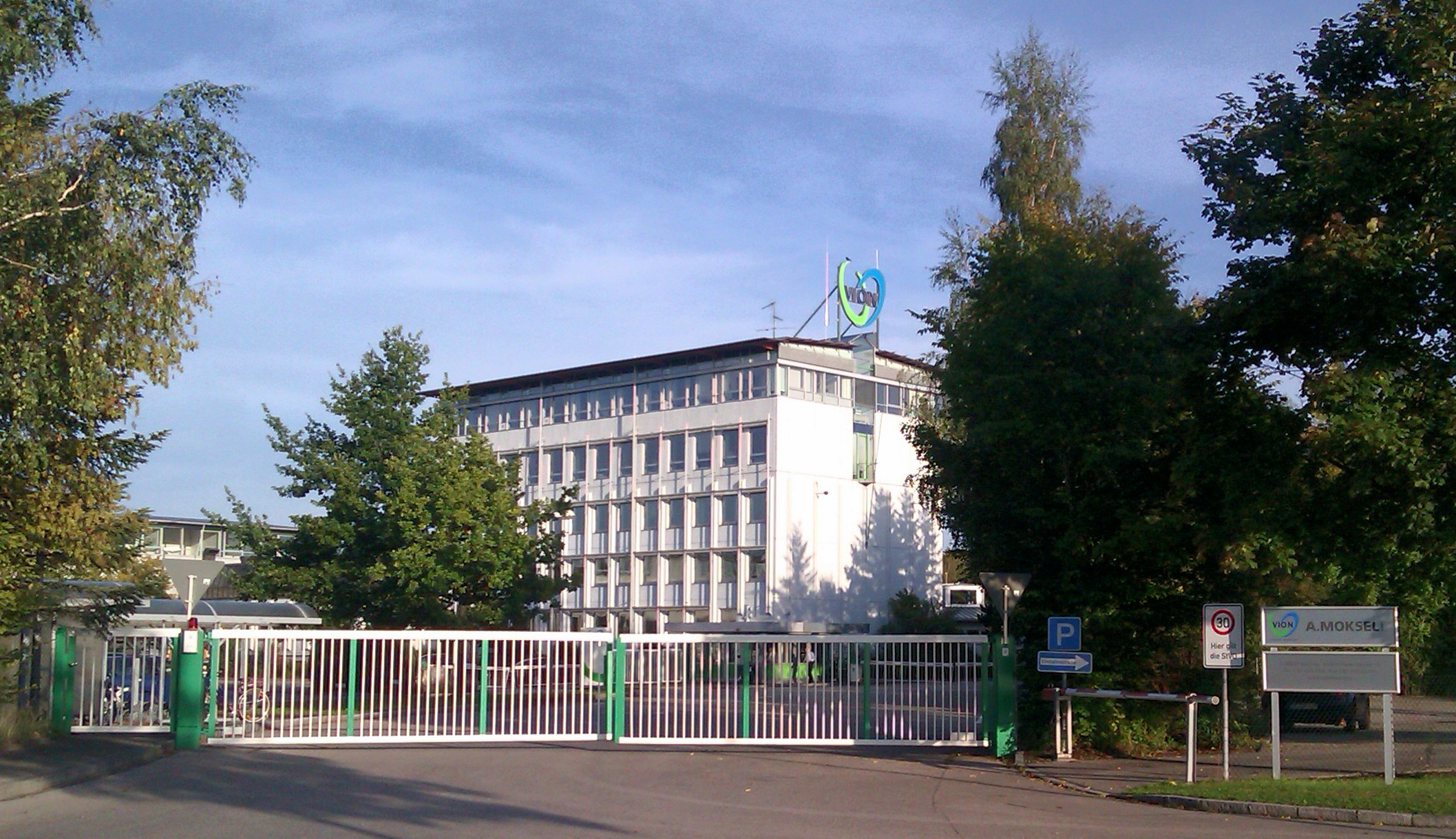
Vleesverwerkend bedrijf Moksel, van de Vion Food Group te Buchloe
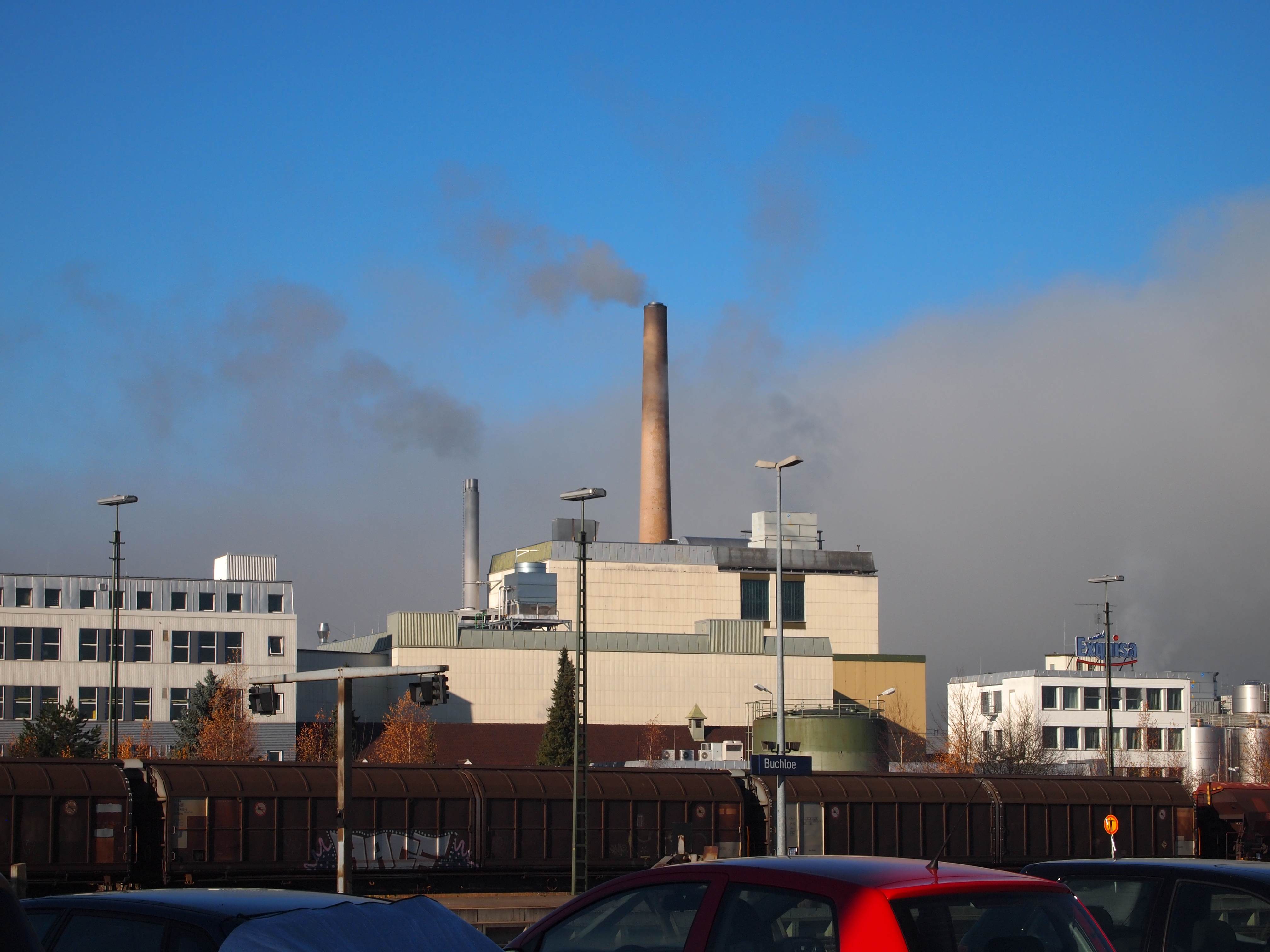
Fabriek van Karwendel

- De firma Karwendel te Buchloe fabriceert o.a. smeerkaas, kwark en soortgelijke zuivelproducten. Er werkten in 2020 meer dan 500 mensen.
- Een Moksel geheten abattoir, annex fabriek van vleesproducten, eigendom van het Nederlandse concern Vion Food Group, is in Buchloe gevestigd.
- Het bouwbedrijf Rudolf Hörmann GmbH & Co. KG bouwt in heel Zuid-Duitsland, Zwitserland en Oostenrijk agrarische gebouwen, loodsen en zonnepanelenparken. Er werkten in 2021 circa 750 mensen.
- Hiernaast is Buchloe de thuisbasis van het automerk Alpina Burkard Bovensiepen. Er werkten in 2020 meer dan 300 mensen.
- In de dienstensector verdient vermelding, dat Buchloe over een eigen ziekenhuis beschikt.

## Bekende personen in relatie tot de gemeente
- Matthias Klostermayr, geboren als Matthäus Klostermayer, bijgenaamd der Bayerische Hiasl of Hiesel), (* 3 of 13 september 1736 in Kissing; † 6 september 1771 in Dillingen an der Donau, door terechtstelling), berucht stroper en rover, in westelijk Beieren even legendarisch als Robin Hood in Engeland, zou te Buchloe korte tijd in de gevangenis hebben gezeten. Op een biografie van hem heeft de beroemde dichter Friedrich Schiller wellicht een personage uit zijn toneelstuk Die Räuber gebaseerd.
- Alexander Moksel (* 1 februari 1918 in Płock (Polen); † 21 oktober 2010 in Buchloe), was een ondernemer van joodse afkomst en mecenas, ereburger van Buchloe. Als zoon van een joodse slager in het door Nazi-Duitsland bezette Polen werd hij in 1941 in een concentratiekamp opgesloten; in 1944 ontsnapte hij, dook onder bij Poolse partizanen, werd door het Rode Leger bevrijd en kwam korte tijd later in Buchloe terecht, waar hij een abattoir en vleesbedrijf begon, dat zo winstgevend werd, dat hij zich als mecenas grote subsidies voor o.a. een ziekenhuis en een kleuterschool te Buchloe, de Ohel Jakobsynagoge te München en voor een gedenkplaats bij KZ Kaufering, een voormalig buitenkamp van concentratiekamp Dachau kon permitteren. Moksel werd o.a. onderscheiden met het Bundesverdienstkreuz (Kruis van Verdienste 1e Klasse).
- Erwin Neher (geboren in 1944), in 1991 winnaar van de Nobelprijs voor Geneeskunde, woonde als jongen enige tijd te Buchloe. Hij is ook ereburger van de stad.

## Partnergemeente
Met Cesson, nabij Melun in Frankrijk, onderhoudt Buchloe een jumelage.

## Afbeeldingen

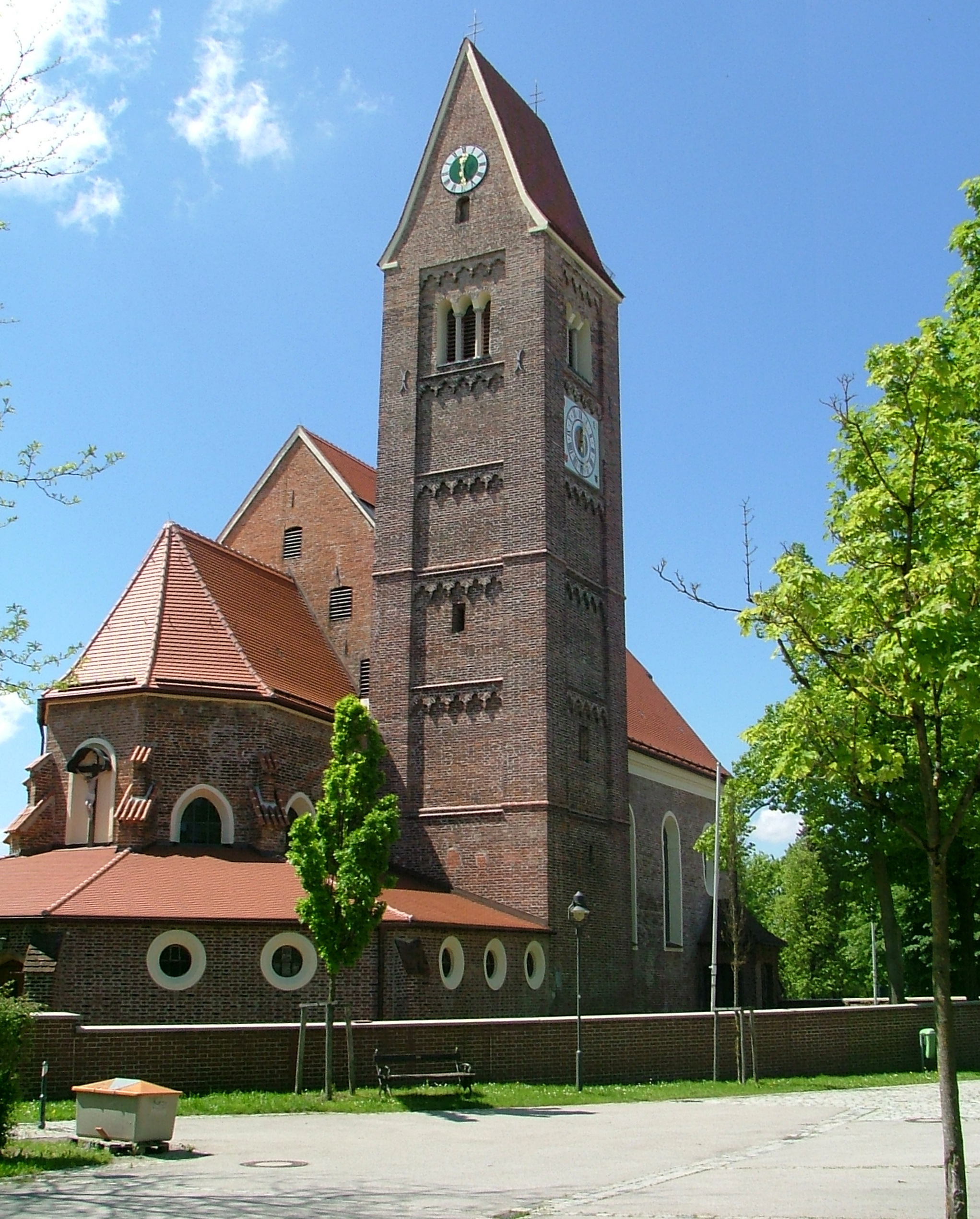
R.K. kerk O.L.V. ten Hemelopneming, Buchloe (1400-18e eeuw)
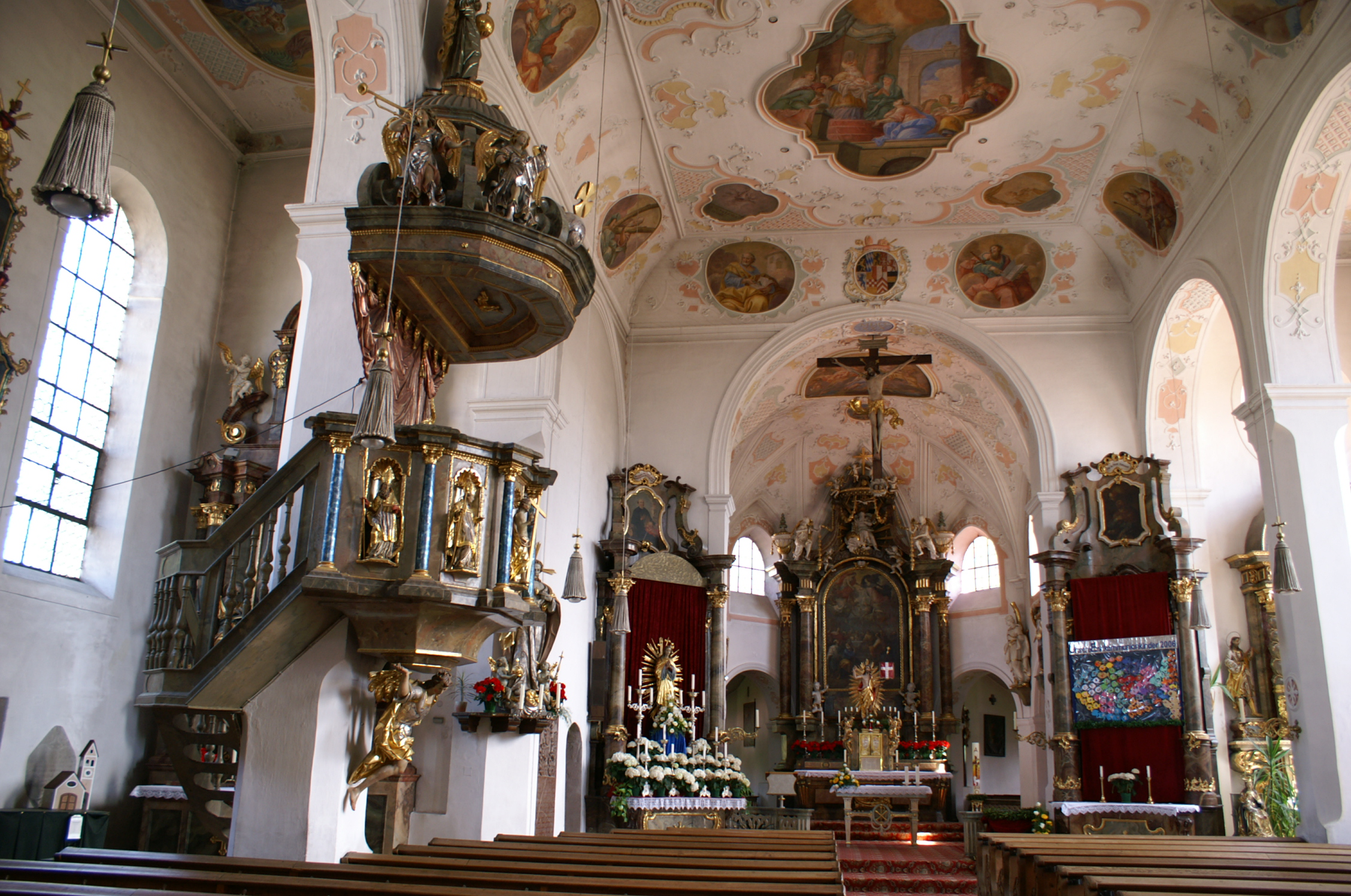
Interieur van deze kerk (18e-eeuws; barok en rococo-stijl)
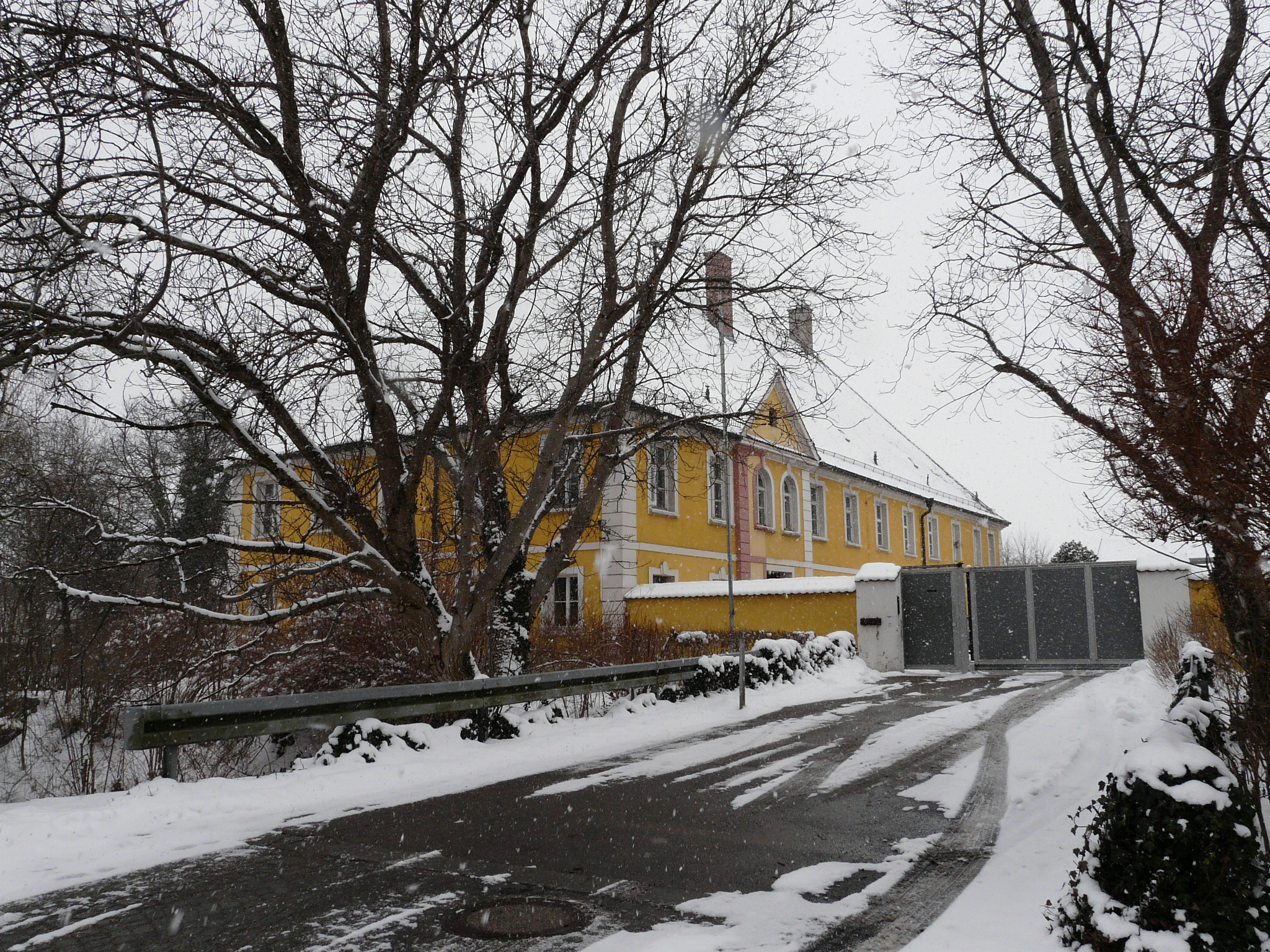
V.m. Amtshaus/Amtsgericht te Buchloe, 18e-eeuws, thans politiebureau
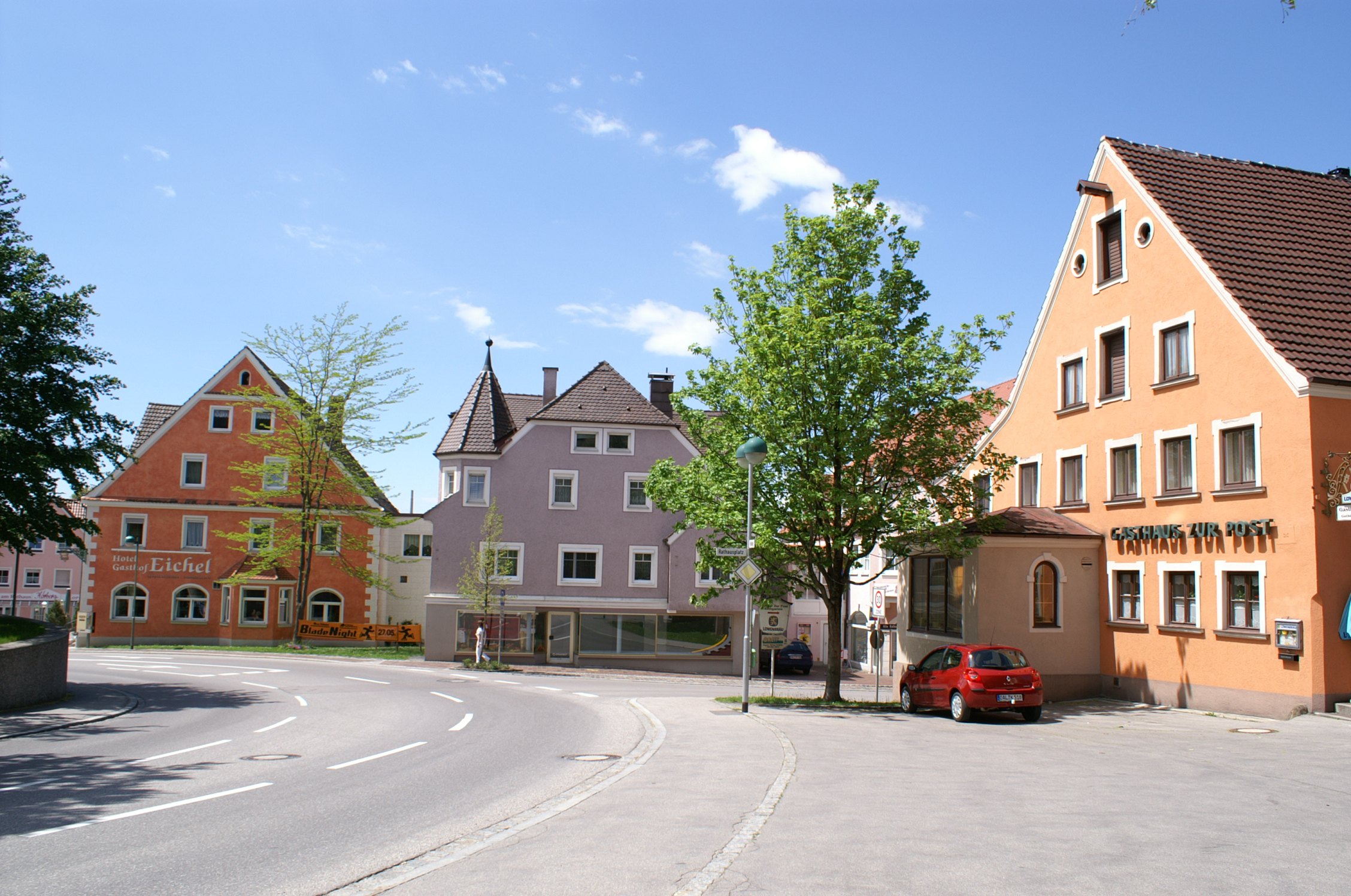
Buchloe, monumentale 18e- en 19e-eeuwse huizen aan de straat Postberg in het centrum
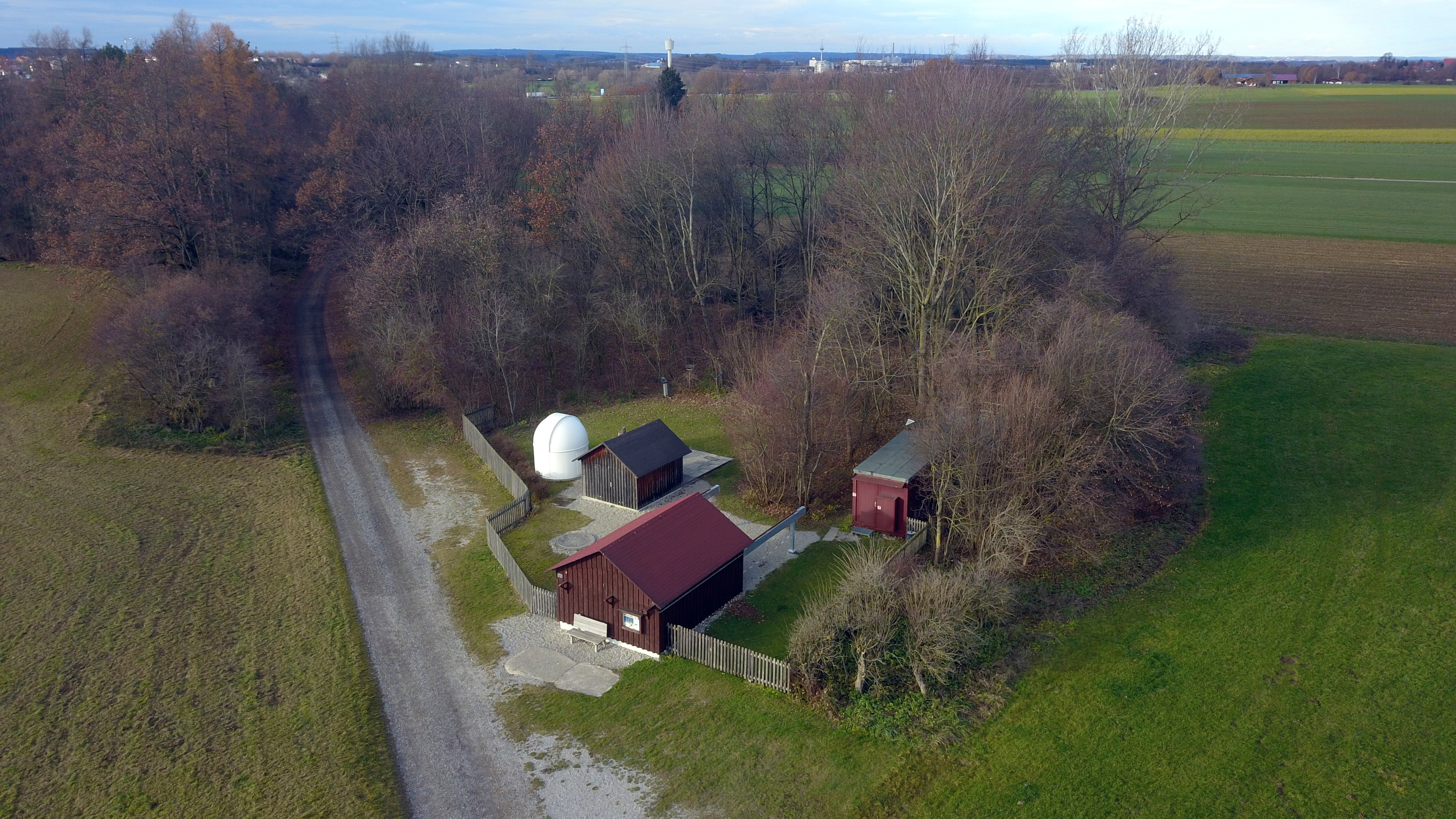
Volkssterrenwacht Buchloe, ten zuiden van het stadje
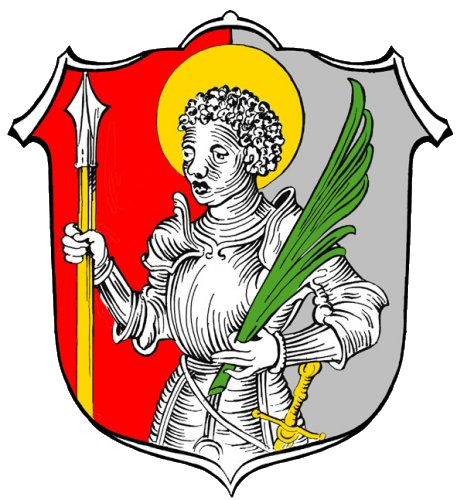
Dorpswapen van Honsolgen
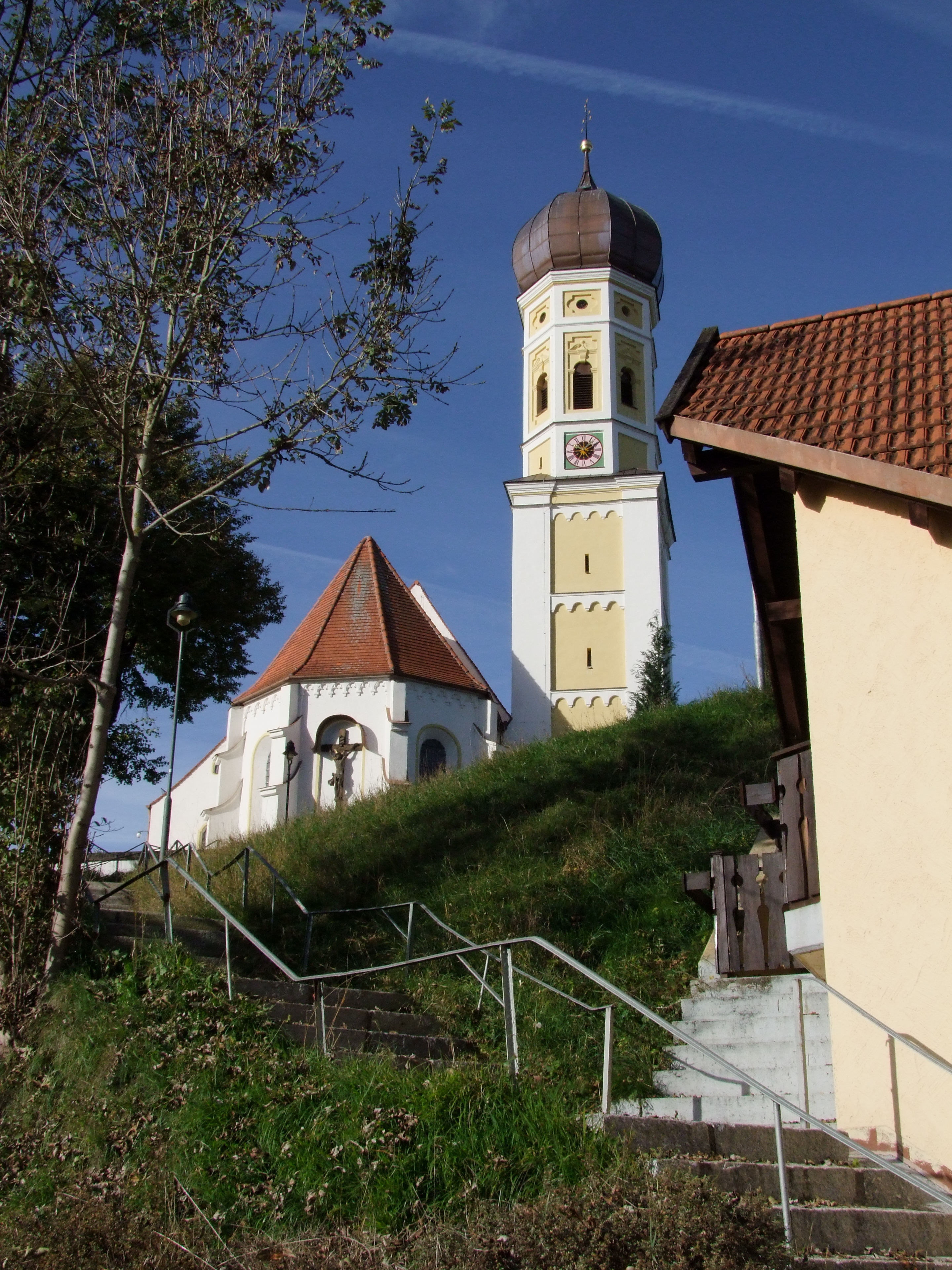
R.K. St. Joris en St. Wendelinkerk, Lindenberg ( plm. 1600)
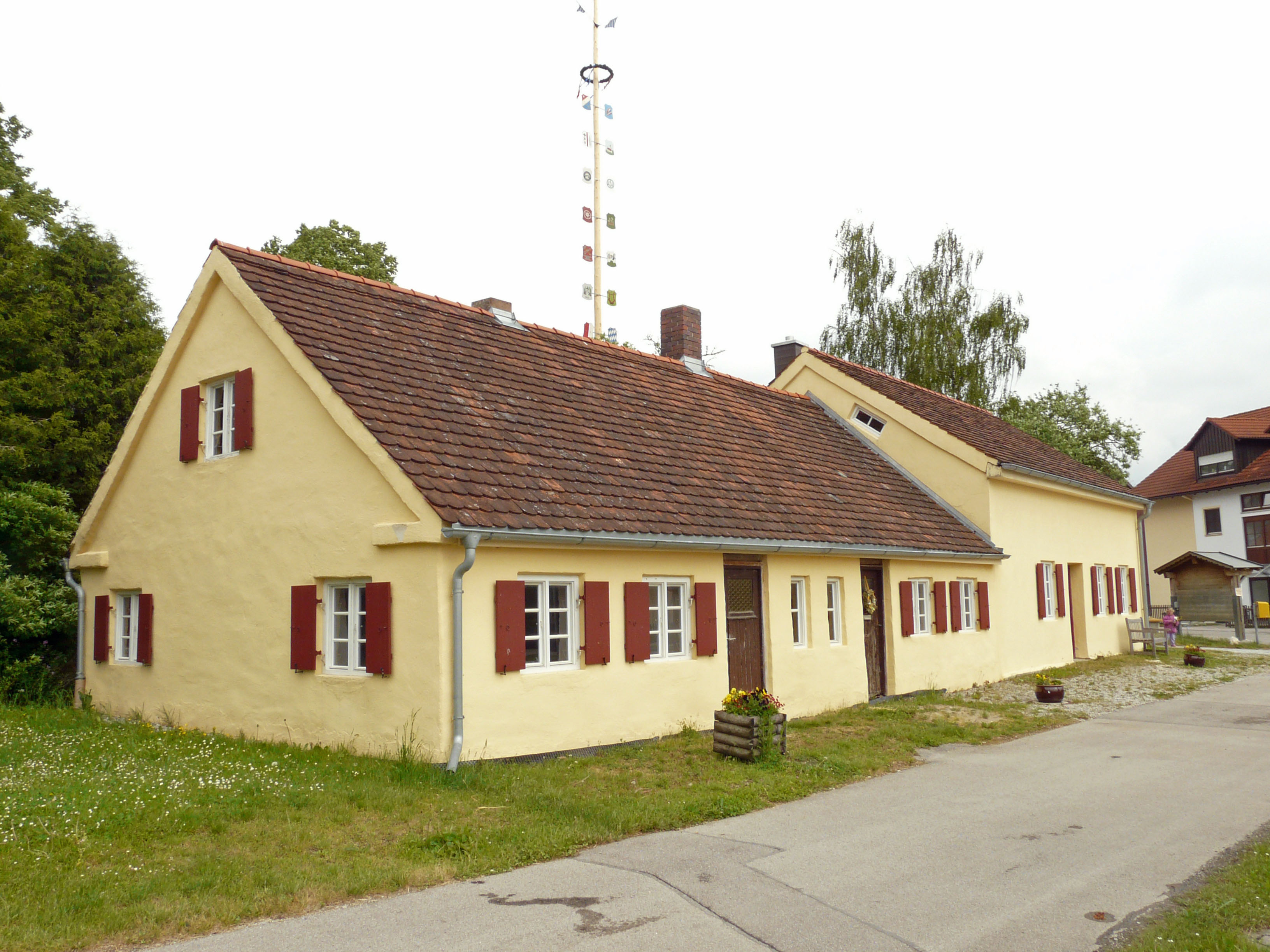
Armenhuis (1800; onder monumentenzorg), Lindenberg
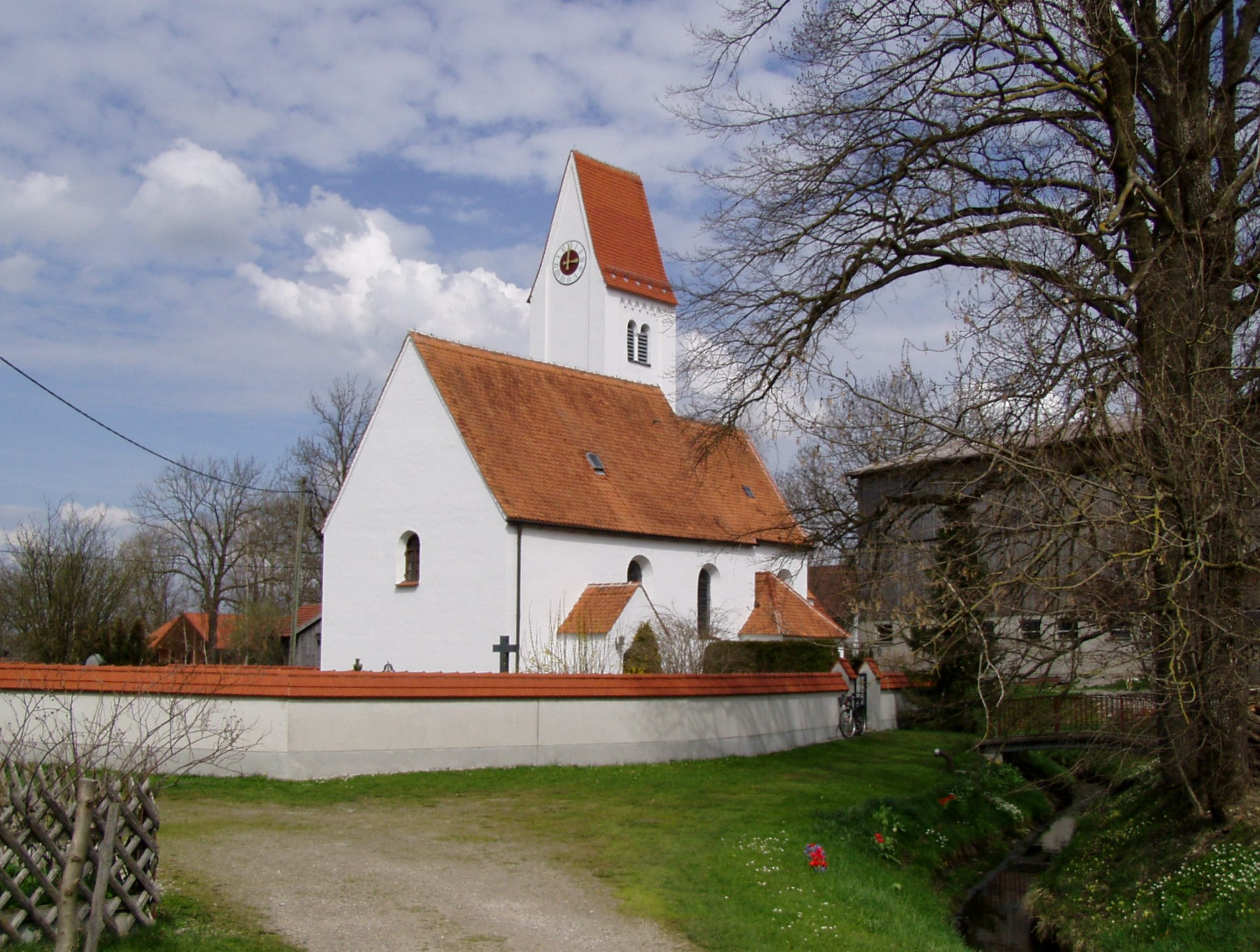
R.K. St.-Andreaskerk, Hausen (15e- 18e-eeuws)

Aitrang ·
Baisweil ·
Bidingen ·
Biessenhofen ·
Buchloe ·
Eggenthal ·
Eisenberg ·
Friesenried ·
Füssen ·
Germaringen ·
Görisried ·
Günzach ·
Halblech ·
Hopferau ·
Irsee ·
Jengen ·
Kaltental ·
Kraftisried ·
Lamerdingen ·
Lechbruck a.See ·
Lengenwang ·
Marktoberdorf ·
Mauerstetten ·
Nesselwang ·
Obergünzburg ·
Oberostendorf ·
Osterzell ·
Pforzen ·
Pfronten ·
Rettenbach a.Auerberg ·
Rieden ·
Rieden am Forggensee ·
Ronsberg ·
Roßhaupten ·
Rückholz ·
Ruderatshofen ·
Schwangau ·
Seeg ·
Stötten a.Auerberg ·
Stöttwang ·
Unterthingau ·
Untrasried ·
Waal ·
Wald ·
Westendorf